# Филью (пирожное)
Филью (порт. Filhó) — традиционный португальский десерт, также распространенный на северо-востоке Бразилии.
Десерт готовят путем формирования шариков из смеси муки и яиц. Когда тесто поднялось, шарики обжаривают во фритюре и посыпают смесью сахара и корицы. Это традиционная португальская рождественская выпечка. Бразильский вариант вместо сахара и корицы  обычно покрывают медом или растопленной рападурой.